# Соболев, Дмитрий Викторович
Дмитрий Викторович Соболев (род. 7 декабря 1974, Москва) — российский сценарист и режиссёр, получивший известность как автор сценария фильма «Остров».

## Биография
Родился в 1974 году в Москве, окончил школу в Люберецком районе Московской области (ныне городской округ Люберцы). В детстве мечтал стать лётчиком-испытателем. Поступил на техническую специальность в «Жуковский авиационный техникум им. В. А. Казакова». Практику проходил в Лётно-исследовательском институте имени М. М. Громова (ЛИИ). После окончания начал работать специалистом по пожарным системам в техническом объединении при Управлении делами президента. По совету однокурсника (который поступил на факультет режиссуры под руководством Петра Фоменко) начал посещать самодеятельную театральную студию. Несколько раз безуспешно пытался поступить на актёрское отделение МХАТа, Щепкинского училища и ГИТИСа. Передумав становиться актёром, решил поступать во ВГИК на отделение драматургии.

…Я болел, вышел из поликлиники и по дороге к автобусу увидел в киоске журнал киносценариев с Гариком Сукачёвым на обложке (там был сценарий короткометражки, посвященной 100-летию кино, в котором он играл). Купил его и, пока болел, прочитал от корки до корки. А когда пошёл в поликлинику закрывать бюллетень, купил ещё два журнала сценариев и решил идти поступать на сценарный.
— Из интервью Дмитрия Соболева «Российской газете»
Первая попытка пройти конкурс была неудачной, но в следующем 2000-м году был зачислен на сценарно-киноведческий курс Юрия Арабова и Татьяны Дубровиной, где занял одно из десяти бюджетных мест.

## Творческая карьера
В 2003 году стал одним из сценаристов комедии «Колхоз Интертейнмент», снятой режиссёром Максимом Воронцовым, где в главных ролях снялись Николай Караченцов, Илья Олейников и Андрей Федорцов.
В 2005 году написал сценарий для короткометражной картины «Рыбалка» (режиссёр Наталия Беляускене).
В 2006 году вышел фильм Павла Лунгина «Остров», созданный по сценарию Дмитрия Соболева. Сценарий к этой ленте стал дипломной работой Дмитрия. «Остров» был отмечен как лучший фильм на фестивале «Московская премьера», завоевал шесть премий «Ника» в 2007 году, а также получил шесть премий «Золотой орел», включая приз за лучший сценарий. Д. Соболев стал лауреатом премии Российско-Американского конкурса «Хартли-Меррилл США» за лучший сценарий (за фильм «Остров»).
В 2007 году по сценариям Соболева было поставлено два фильма — драма Татьяны Воронецкой «Натурщица» и комедия Александра Горновского «20 сигарет», где Соболев выступил соавтором сценария вместе с Этери Чаландзия и Ольгой Гуданец. В 2008 году Соболев вместе с режиссёром Егором Анашкиным работал над сценарием телевизионного фильма «Жизнь взаймы», а также он стал автором сценария драмы режиссёра Владимира Мосса «Сумерки».
В 2010 году по сценарию Соболева был снят фильм «Перемирие» (с Иваном Добронравовым в главной роли), режиссёром которого выступила Светлана Проскурина. В том же году Д. Соболев дебютировал как режиссёр, начав работу над фильмом по собственному сценарию — «Дальний свет».
В 2014 году создал сценарии к биографической драме «Стартап» Евгения Ткачука (в соавторстве с Михаилом Кукушкиным) и мультфильму Ольги Лопато «Богатырша».
В 2023 году вышел фильм «Одним днём» по сценарию Соболева, написанном совместно с режиссёром фильма Стасом Ивановым.

## Фильмография (сценарист)
- 2023 — Одним днём
- 2015 — Богатырша (анимационный)
- 2014 — Стартап
- 2010 — Перемирие
- 2008 — Сумерки
- 2007 — Натурщица
- 2007 — 20 сигарет
- 2006 — Остров
- 2004 — Колхоз Интертейнмент

## Награды и премии
- Лауреат премии Российско-Американского конкурса на лучший сценарий, проведённого фондом «Хартли-Меррилл США» за сценарий «Органическая химия» (2004).
- Лауреат премии Российско-Американского конкурса на лучший сценарий, проведённого фондом «Хартли-Меррилл США» за сценарий «Остров» (2005).
- Лауреат премии «Золотой орёл» за лучший сценарий фильма «Остров» (2006).